# Palazzo dello Spagnolo

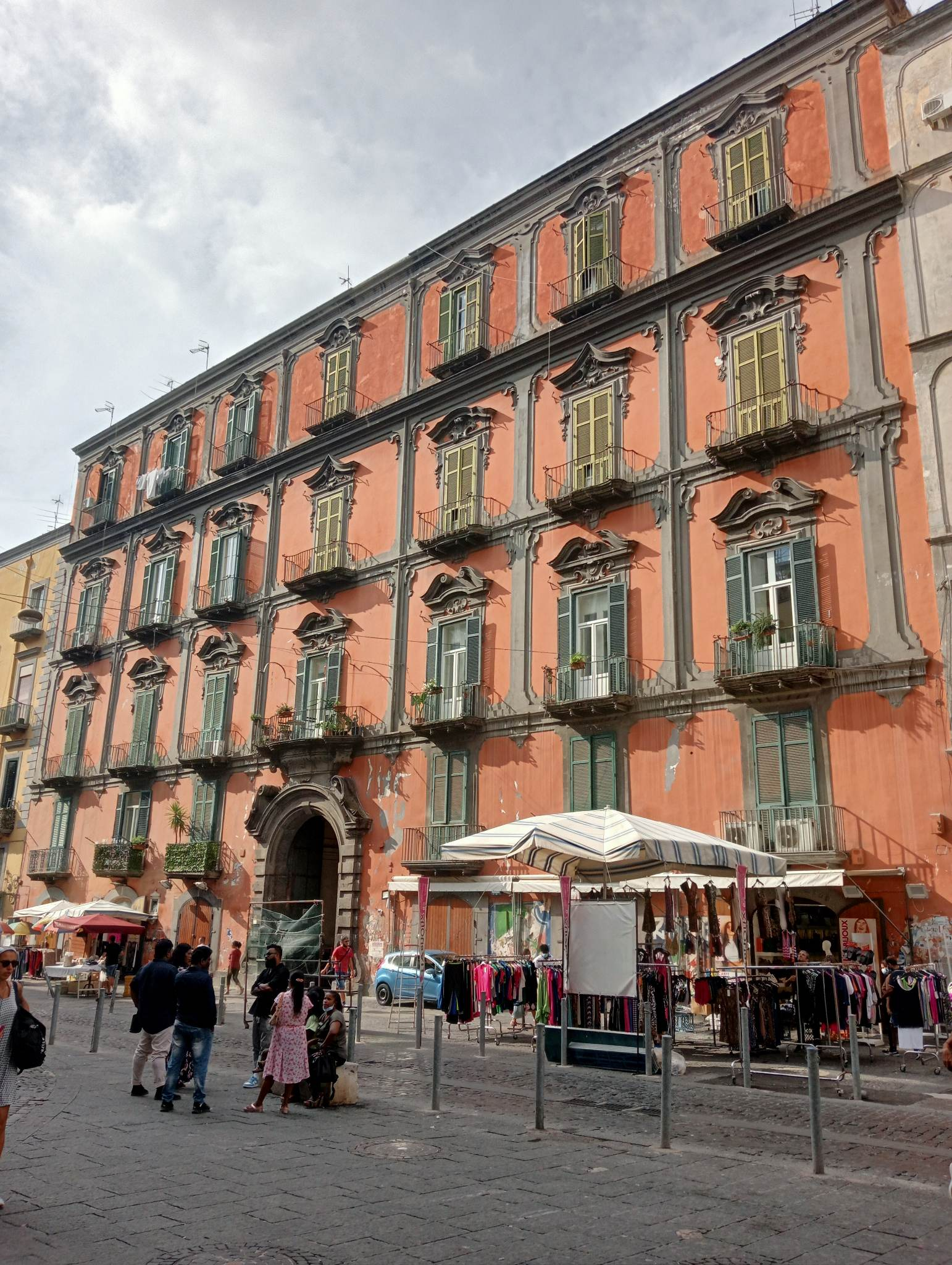
Palazzo dello Spagnolo in Neapel: Fassade zur Via Vergini.

Der Palazzo dello Spagnolo oder Palazzo dello Spagnuolo (früher auch Palazzo Moscati) ist ein Palast aus dem 18. Jahrhundert im Viertel Sanità in der Stadtmitte Neapels in der italienischen Region Kampanien. Er liegt in der Via Vergini, 19.

## Geschichte
Der Palast wurde im Jahre 1738 im Auftrag des Markgrafen von Poppano, Nicola Moscati, errichtet, wobei zwei Grundstücke vereinigt wurden, die er von seiner Gattin erhalten hatte. Der Palast, einschließlich einer doppelzügigen, offenen Monumentaltreppe, die als „Falkenflügel“ definiert wurde, sollte als eine Art Treffpunkt dienen, in dem sich ein echtes gesellschaftliches Leben einwickeln sollte. Mit diesem Projekt wurde der Architekt Ferdinando Sanfelice betraut, während Francesco Attanasio für die Stuckarbeiten im Rokokostil verantwortlich war, die von ihm projektiert, aber später von Aniello Prezioso ausgeführt wurden.
Häufig waren die Besuche von König Karl III. von Spanien, der in dem Palast die Pferde wechselte, um ein paar Ochsen zu bekommen, einzigartige Tiere, die fähig waren, ihn entlang der schnellen Via Vergini bis nach Capodimonte zu bringen.

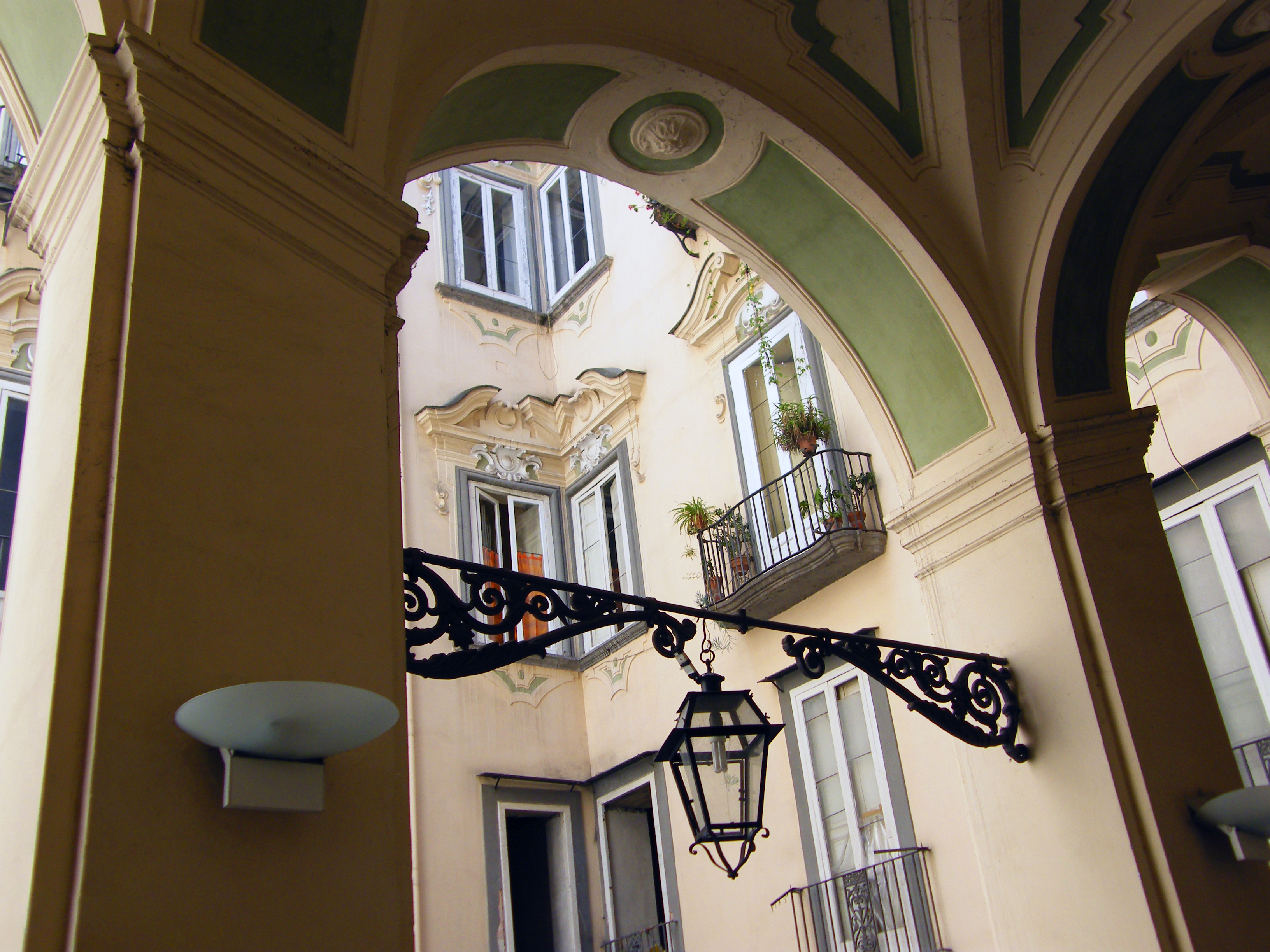
Blick von der Monumentaltreppe

Ende des 18. Jahrhunderts kaufte ein spanischer Adliger, Tommaso Atienza, dessen Spitzname „Lo Spagnolo“ (dt.: Der Spanier) war, den Palast, der heute nach ihm heißt. Der neue Eigentümer ließ Erweiterungs- und Verschönerungsarbeiten an dem Palast vornehmen, namentlich ein weiteres Stockwerk und die Fresken im ersten Obergeschoss, die aufgrund der unsachgemäßen Restaurierungsarbeiten fast vollständig verlorengingen, sowie die im zweiten Obergeschoss.
1850 kaufte die Familie Costa den Palast infolge der starken Verschuldung von Atienza, der diese wahrscheinlich aufgrund der riesigen Kosten für die fantasievollen Verschönerungsarbeiten am Palast erreichte.
Später wurde der Palast (wie viele andere Gebäude in Neapel) auf mehrere Eigentümer aufgeteilt und besteht heute aus verschiedenen Eigentumswohnungen. Nur zwei Wohnungen im obersten Stockwerk wurden in der Restaurierungsphase von der Region Kampanien erworben.
Früher war in dem Palast des Istituto delle Guarattelle (lokales und internationales Puppenmuseum) untergebracht; heute wird im zweiten und dritten Stockwerk ein Museum, das Totò gewidmet ist und dessen Eröffnung von Jahr zu Jahr verschoben wurde.

## Beschreibung

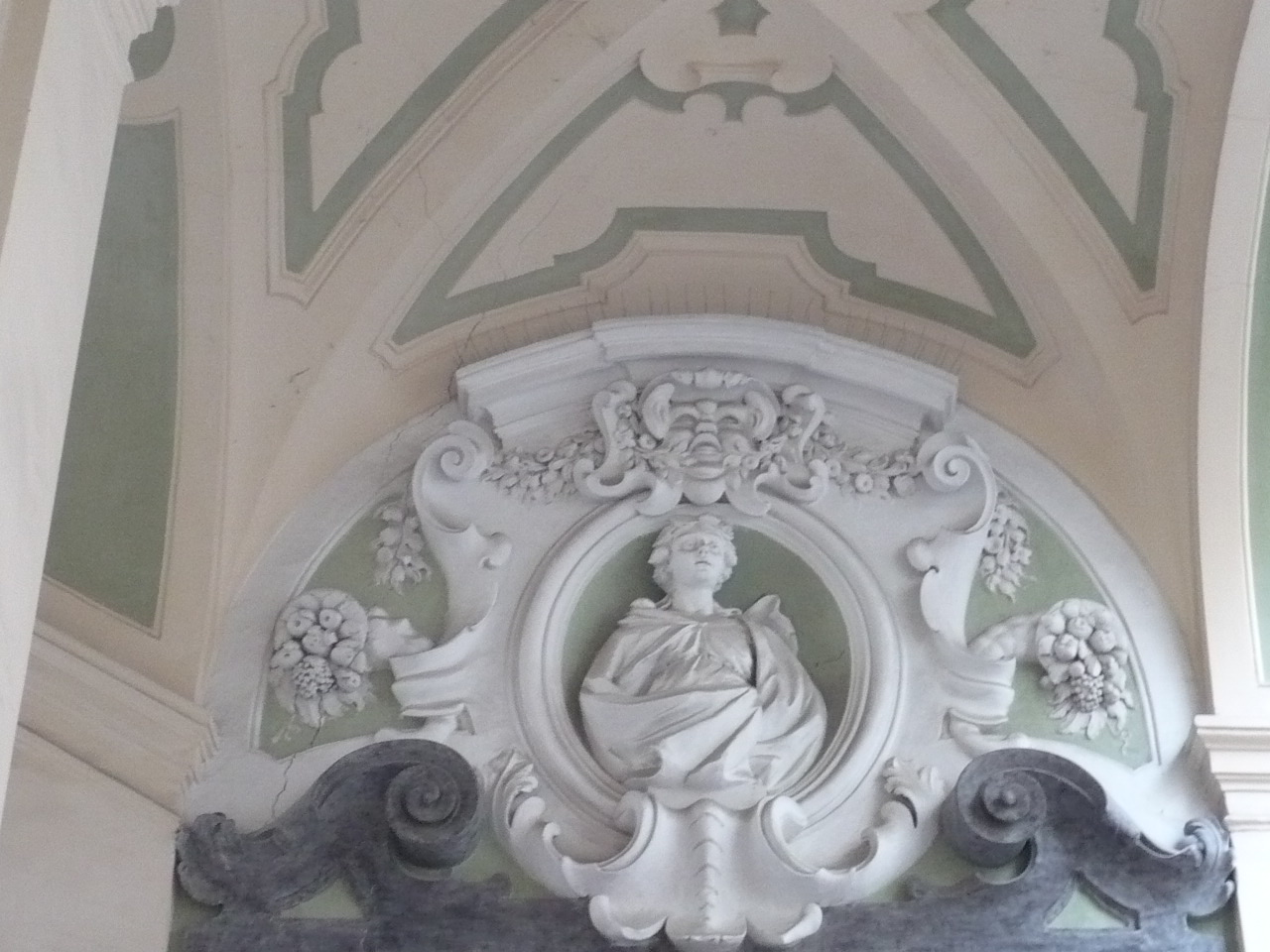
Eine Porträtbüste im Palast

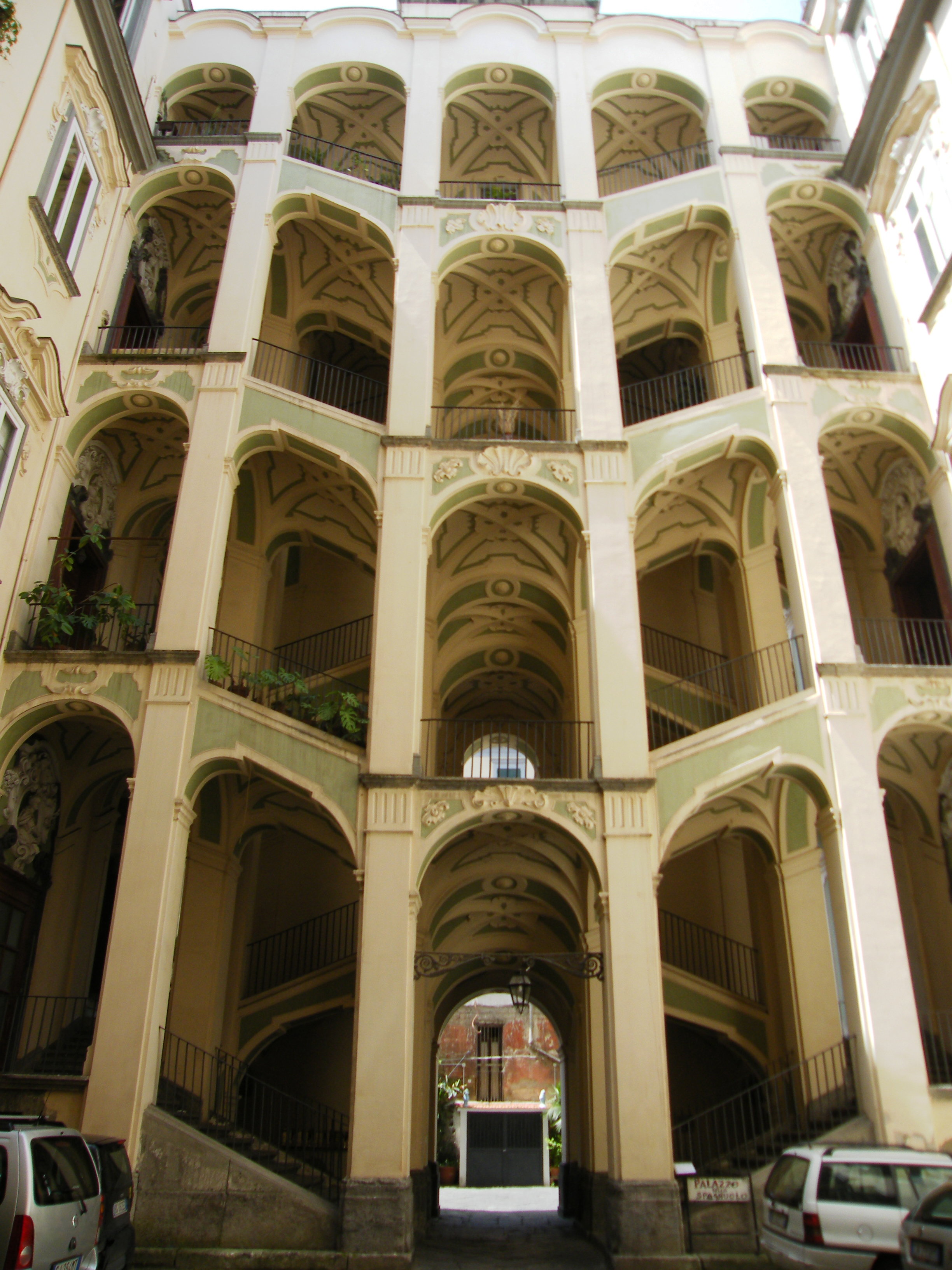
„Falkenflügel“-Treppe

Der Palast ist vielleicht das bedeutendste Beispiel ziviler Architektur im Stile des neapolitanischen Barock, vor allen Dingen dank der imposanten, doppelzügigen, offenen Haupttreppe, die die innere Fassade des Gebäudes bildet und ein architektonisches Hauptkennzeichen des neapolitanischen Barocks ist. Es ist kein Zufall, dass es zahlreiche Gebäude in diesem Stil gibt, die eine Zugangstreppe wie die im Palazzo dello Spagnolo haben. Darunter sind z. B. der Palazzo Trabucco, der Palazzo Venezia, der Palazzo Sanfelice, der Palazzo De Majo, der Palazzo Tufarelli und auch andere.
Das gesamte Gebäude ist außerdem durch Stuckverzierungen im Rokokostil gekennzeichnet, die um 1740 von Stuckateur Aniello Prezioso nach Skizzen von Francesco Attanasio geschaffen wurden.
Die Zugangstüren zu den Wohnungen sind mit Stuckverzierungen versehen, die Medaillons mit Porträtbüsten der Familie umschließen, die in diesen Wohnungen wohnten.